# Clodia de collegiis
Clodia de collegiis va ser una llei romana establerta a proposta del tribú de la plebs Publi Clodi Pulcre l'any 696 de la fundació de Roma (58 aC) quan eren cònsols Luci Calpurni Pisó Cesoní i Aule Gabini.
La llei restablia els gremis (soldalitia) d'artesans que havien estat instituïts per Numa Pompili i després abolits per lleis i senatusconsultums, especialment el senatusconsultum de l'any 80 aC. També permetia la formació de nous gremis o soldalitia.